# L.A. Bodaan
Laurens Antonie Bodaan (Medan, 1 juli 1910 – Amsterdam, 2 oktober 1977) was een Nederlands predikant. Na het uitbrengen van enkele zeemansliederen op grammofoonplaat verwierf hij in de jaren 1960 nationale bekendheid als 'de zingende dominee'.

## Levensloop
Bodaan was de zoon van een zendingspredikant en werd geboren in Nederlands-Indië. Hij studeerde eerst rechten aan de Rijksuniversiteit Leiden en daarna theologie aan de Rijksuniversiteit te Utrecht. In 1940 werd hij aangesteld als predikant in West-Terschelling. Na de Tweede Wereldoorlog werkte hij achtereenvolgens als vlootpredikant en predikant in Dordrecht. Vanaf 1957 was hij in Amsterdam als koopvaardijpredikant verbonden aan de Hervormde Zeemansraad. De dominee gaf godsdienstles aan protestantse jongens die in Amsterdam een opleiding voor de scheepvaart volgden. Hij schreef enkele boeken over scheepvaart en artikelen voor kranten.
Door zijn medewerking aan het radioprogramma AVRO's Palet kwam Bodaan in contact met Ad van de Gein van het Cocktail Trio, die hem aanmoedigde te gaan zingen. Hij nam eind 1961 de evergreen White Christmas op, gevolgd door het door Van de Gein en Hans Ruf jr. geschreven Veilige haven (de loodsboot). Bodaan zong zeemansliederen met een christelijke inslag. Met het geld dat hij met de platen verdiende, financierde hij activiteiten van de kerk.
L.A. Bodaan, die in 1975 met emeritaat was gegaan, overleed in 1977 op 67-jarige leeftijd na een ziekte van enkele maanden. Hij werd begraven op Zorgvlied.

## Discografie
- 1961: White Christmas (als Ds L.A. Bodaan)
- 1962: Veilige haven (De loodsboot) / Schipper naast God (als Ds L.A. Bodaan)
- 1962: De zee heeft een hart / Ship ahoy! (We varen naar het licht) (als Ds L.A. Bodaan)
- 1962: Zeemansvrouwen / Als de vuurtoren brandt (als Ds L.A. Bodaan)
- 1965: Kijk naar omhoog / Dan weet ik (als Dominee Bodaan)
- 1967: Middagbestek / De ballade van de supertanker (als Dominee Bodaan)

- International Standard Name Identifier: 0000 0003 9655 3875
- Nederlandse Thesaurus van Auteursnamen: 262196816
- Virtual International Authority File: 291540815
- WorldCat: E39PBJdx3Prj3YRXPdg6gjWRrq